# Menszátor Magdolna
Menszátor Magdolna (Budapest, 1951. december 5. –) magyar színésznő, szinkronszínész.

## Életpályája
1975-ben végzett a Színház- és Filmművészeti Főiskolán, majd a Madách Színházhoz szerződött. 1980 és 1981 között a debreceni Csokonai Színház tagja volt. 1981-től ismét a Madách Színház művésze volt.
Színházi szerepeiben elsősorban modern színművek nőalakjait játszotta el. Hangját szinkronszínészként is ismerhetjük. Egy fia született, Cs. Nagy Endre, a GameStar újságírója, valamint a Second Strike rendezője.

## Színpadi szerepei
- Németh László: Villámfénynél....Sata
- Krleža–Belović: Terézvárosi garnizon....Hollósné
- Müller Péter: Szemenszedett igazság....Valletné
- Milar: Abelard és Heloise....Mariella
- Kroetz: Felső Ausztria, A fészek....Anna
- Sarkadi Imre: Oszlopos Simeon....Mária
- Szabó Magda: Régimódi történet....Margit
- Vologyin: Öt este....Zója
- Molnár Ferenc: Az üvegcipő....Házmesterné
- Stendhal–Pozsgai: Vörös és fekete....Fervaques marsallné
- Michael Cooney: Nem ér a nevem....Miss Cowper
- Müller Péter–Tolcsvay László-Müller Péter Sziámi: Isten pénze....Mrs. Cratchit
- Coward: Forgószínpad....Dora
- Hamlet-illúziók
- Szabó István: Lugosi - A vámpír árnyéka....Nővér
- John Chapman–Ray Cooney: Ne most drágám....Maud Bodley
- Federico García Lorca: Vérnász

## Filmjei

### Játékfilmek
- Az élet muzsikája - Kálmán Imre (1984)
- A hetedik testvér (1995-ös rajzfilm) - Anya hangja
- Vacak, az erdő hőse (1997-es rajzfilm) - Nyuszimama hangja

### Tévéfilmek
- A dunai hajós (1974)
- Bach Arnstadtban (1975)
- Cigánykerék (1976)
- A szabin nők elrablása (1977)
- Villámfénynél (1986)
- Miniszter (1988)
- Erdély aranykora (1989)
- A nagy varázslat (1989)
- Fele királyságom (1990) - Tanárnő

## Szinkron
| Cím                            | Szerep                                | Színész               |
| ------------------------------ | ------------------------------------- | --------------------- |
| A bádogdob                     | Lina Greff                            | Andréa Ferréol        |
| A kém                          | Elaine Crocker                        | Allison Janney        |
| A mostoha                      | Alba San Román                        | Jacqueline Andere     |
| Szellemekkel Suttogó           | Delia Banks                           | Camryn Manheim        |
| Csillagközi romboló: Penge     | Laura Roslin                          | Mary McDonnell        |
| Váratlan utazás                | Janet King                            | Lally Cadeau          |
| A házasság buktatói            | Meziyet                               | Müge Akyamaç          |
| Moselbrücki történet           | Hanna Zerfass                         | Liane Hielscher       |
| Esmeralda                      | Blanca De Velasco de Peñarreal        | Raquel Morell         |
| Cook kapitány                  | Mrs. Elizabeth Cook                   | Carol Drinkwater      |
| Agymenők                       | Mary Cooper                           | Laurie Metcalf        |
| Szerelmek Saint Tropez-ban     | Blandine Olivier Morel                | Marie-Christine Adam  |
| A boldogító nem                | önmaga                                | Glenn Close           |
| Star Trek: Voyager             | Kathryn Janeway kapitány              | Kate Mulgrew          |
| Megveszem ezt a nőt            | Matilde                               | Alma Muriel           |
| Megtört szívek                 | Maide                                 | Hümeyra               |
| Csillagjegyek                  | Grace Delaître                        | Aurore Clément        |
| Tarzan                         | Kala                                  | Glenn Close           |
| Azúrkék óceán                  | Patricia                              | Mireille Darc         |
| A csillagjegyek ura            | Grâce Delaître                        | Aurore Clément        |
| A hatalom hálójában            | Patty Hewes                           | Glenn Close           |
| A szerelem rabjai              | Paz Achaval Urien                     | Soledad Silveyra      |
| Kemény zsaruk                  | Monica Rawling kapitány               | Glenn Close           |
| Titkok és szerelmek            | Luciana Duval                         | Helena Rojo           |
| Avatar                         | Dr. Grace Augustine                   | Sigourney Weaver      |
| Alien 1, 2, 3, 4               | Ellen Ripley                          | Sigourney Weaver      |
| Phaedra                        | Anna                                  | Olympia Papadouka     |
| Farkasok szövetsége            | Geneviève de Morangias                | Edith Scob            |
| Elpusztíthatatlanok            | Holly Thompson                        | Meg Foster            |
| Tűzgyújtó                      | Norma Manders                         | Louise Fletcher       |
| És a zenekar játszik tovább... | Dr. Selma Dritz                       | Lily Tomlin           |
| Eugénie Grandet                | Lucienne des Grassins                 | Claude Jade           |
| Sine Mora                      | Durak                                 | –                     |
| Book of Spells                 | Miranda Goshawk                       | Rachel Atkins         |
| The Walking Dead               | Deanna Monroe                         | Tovah Feldshuh        |
| Szulejmán                      | Daje Hatun                            | Sema Kecik            |
| Született feleségek            | Lucia Marquez                         | María Conchita Alonso |
| A büntető                      | Lady Tanaka                           | Kim Miyori            |
| Koronás sas                    | Idősebb Piast Hedvig lengyel királyné | Halina Łabonarska     |
| Andor                          | Maarva Andor                          | Fiona Shaw            |
| Sorsfordító szerelem           | Kıymet Yörükhan                       | Gül Onat              |
| Az oroszlánkirály (1994)       | Sarabi                                | Madge Sinclair        |
| Csibefutam                     | Mrs. Melisha Tweedy                   | Miranda Richardson    |

## Külső hivatkozások
- Menszátor Magdolna a PORT.hu-n (magyarul)
- Menszátor Magdolna az Internet Movie Database oldalain
- Menszátor Magdolna az Internetes Szinkron Adatbázisban (magyarul)
- Interjú Menszátor Magdolnával (2002. június)